# Storie dell'altra Italia
Storie dell'altra Italia è un album del gruppo musicale rock italiano dei Gang, del rocker Massimo Priviero e del giornalista Daniele Biacchessi. Il disco registra uno spettacolo teatrale in cui si intersecano canzoni dei Gang e di Priviero e quadri recitati da Daniele Biacchessi e accompagnati musicalmente dai Gang. Il filo conduttore sono le storie d'Italia, dalla seconda guerra mondiale alla lotta alla mafia da parte di Libera.

## Tracce

### CD 1
1. Storie di alpini - Daniele Biacchessi
2. La strada del Davai - Massimo Priviero
3. Su in collina (Francesco Guccini) - Marino Severini – Sandro Severini
4. Storie di resistenza - Daniele Biacchessi
5. Pane, Giustizia e Libertà - Massimo Priviero
6. La pianura dei 7 fratelli - Marino Severini – Sandro Severini
7. Storie di salmodie della speranza - Daniele Biacchessi
8. Spenda il sole - Massimo Priviero

### CD 2
1. Paz
2. Storie degli anni '70 - Daniele Biacchessi
3. Nessuna resa mai - Massimo Priviero
4. Duecento giorni a Palermo - Marino Severini – Sandro Severini
5. Storie dell'altra Italia - Daniele Biacchessi
6. Lettera al figlio - Massimo Priviero
7. Sesto San Giovanni - Marino Severini – Sandro Severini

## Componenti
- Daniele Biacchessi - Voce narrante, testi, regia, armonica a bocca in ‘'Storie degli anni '70'’ e ‘'Sesto San Giovanni'’
- Massimo Priviero – chitarra acustica e voce
- Marino Severini (Gang) - chitarra acustica e voce
- Sandro Severini (Gang) - Chitarra elettrica
- Onofrio Laviola – pianoforte e tastiere